# Budzsák (régió)

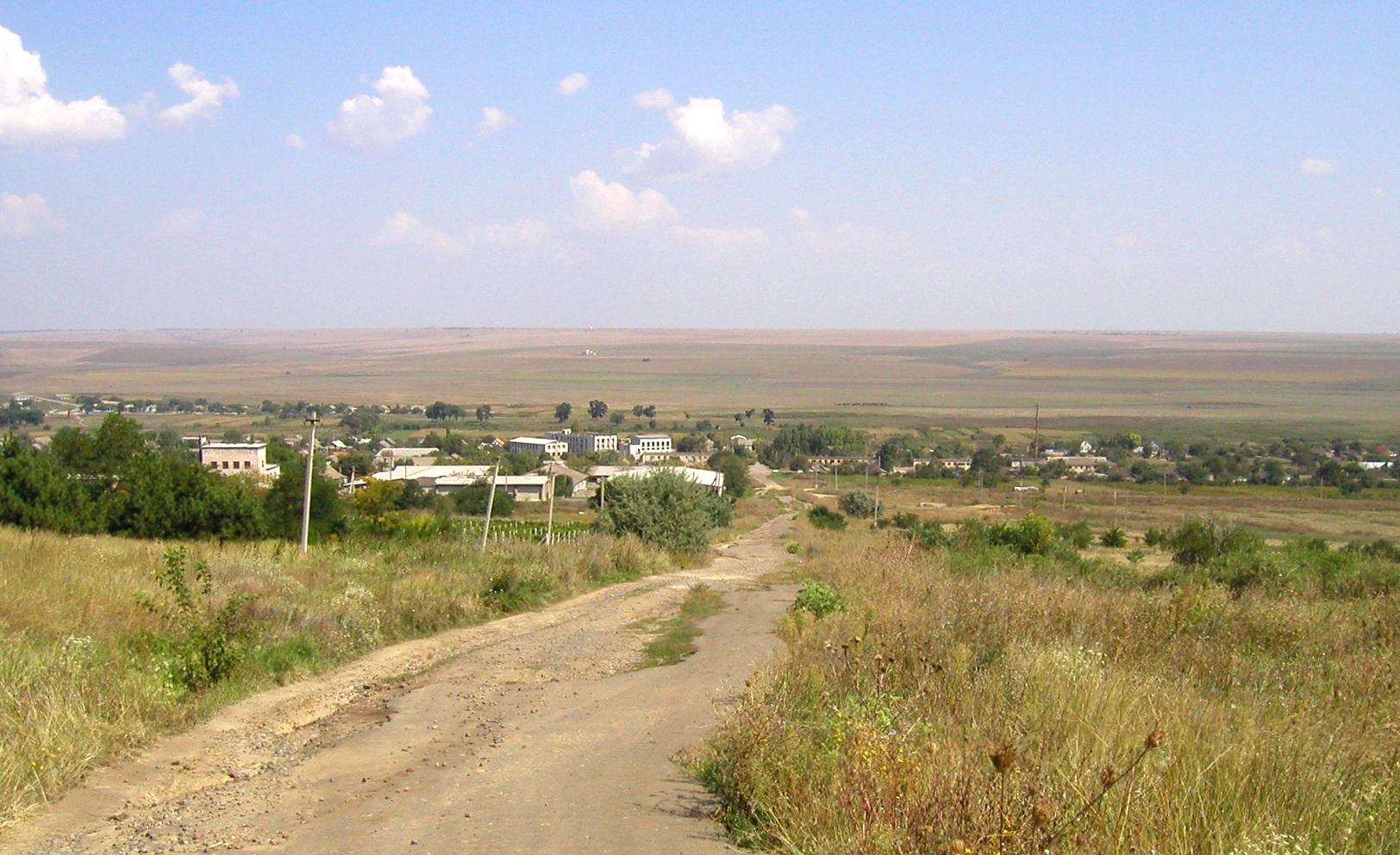
Veszela Dolina (román nevén Cleaștiţa, eredeti német nevén Klöstitz), falu Budzsákban

Budzsák (oroszul, ukránul és bolgárul: Буджак, Budžak; románul: Bugeac; törökül és gagauz nyelven: Bucak) történelmi régió zömmel a mai Ukrajnában, annak délnyugati nyúlványán; kis része Moldova déli részén.
A Fekete-tenger mentén, a Duna, valamint a Dnyeszter folyó közt fekvő, gyéren lakott, többnemzetiségű, kb. 600 000 embernek otthont adó régió. Besszarábia déli részét képzi. A manapság az Odesszai terület részét képző régió északon és nyugaton a Moldovai Köztársasággal, délen Romániával, keleten a Fekete-tengerrel határos, Ukrajna többi részétől pedig a Dnyeszter torkolata választja el.

## Név, földrajz
Eredetileg a Budzsák név Moldva egy kisebb, délkeleti sztyeppés területét jelölte. A név török eredetű, jelentése határvidék, sarok.
Az északról Traianus fala, délről a Duna, valamint Fekete-tenger, nyugatról a Prut, keletről pedig a Dnyeszter által határolt terület mint a történelmi Besszarábiaként volt ismert 1812-ig, amikor ezt a nevet a két folyó közi nagyobb régió kapta meg, melybe Budzsák is beletartozott. 
A középkorban használatos értelmezés szerint a név nem fedi Dnyeszterfehérvár, Kilija és Izmajil megyéket. Besszarábia 1940-es szovjet megszállása után annak déli része Ukrán SZSZK része lett, nem képezte a Moldáv SZSZK részét, és Budzsákként vált ismertté, így a mai értelmezés szerinti terület valamivel kisebb, mint a történelmi kifejezés által lefedett.

## Demográfia
A 2001 -es ukrajnai népszámlálás szerint Budzsák lakossága 617 ezer fő volt, ez 2012-re 577 ezer főre csökkent.

### Etnikumok
Etnikumok összetételét tekintve Budzsák Ukrajna egyik legsokszínűbb régiója.
A 2001. évi ukrán népszámlálás szerint az etnikai csoportok a következőképpen oszlanak meg: 
- ukránok 248 000 (40,2%),
- bolgárok 129 000 (20,9%),
- oroszok 124 500 (20,2%),
- moldávok 78 300 (12,7%),
- gagauzok 24 700 (4%)

A 2001. évi ukrán népszámlálás alapján a legfőbb településen, Izmajilban az orosz etnikum képezte a domináns csoportot (43,7%).
A középkorban a régiót tatárok, nogajok és moldávok (oláhok) népesítették be, de később, a 19. században, amikor a régió az Orosz Birodalom része volt, számos más etnikai csoport, például a besszarábiai bolgárok otthona lett. A besszarábiai németek, gagauzok és oroszok (lipovánok) több hullámban telepedtek itt le. A németeket az 1940 utáni lakosságcserék során kilakoltatták.

## Történelem

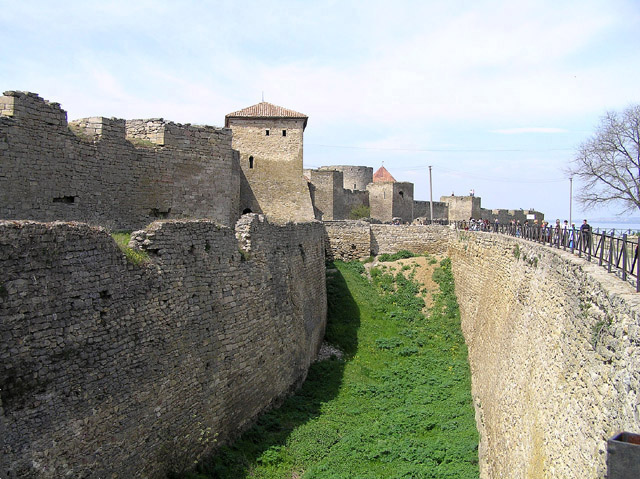
A 14. században épült bilhorod-dnyisztovszkiji erőd

A területet egykor az ún. budzsáki tatárok lakták, akik a kaukázusi nogajok itteni csoportja volt és mind etnikailag, mind nyelvileg elkülönült a krími tatároktól. Besszarábia 1812-es orosz leigázása, majd a területre való nagyfokú ukrán, román, orosz és bolgár betelepedés miatt a budzsáki tatárok kisebbségbe szorultak, a krími háború után pedig többségük kivándorolt az Oszmán Birodalomba.

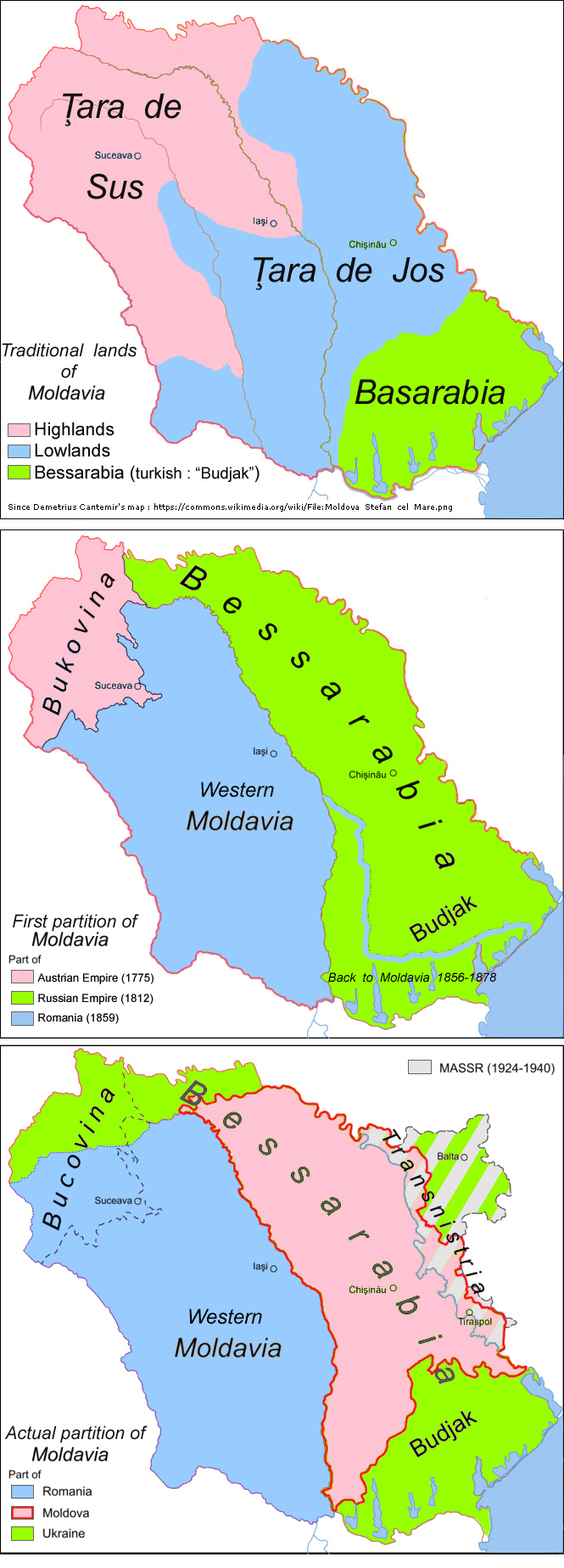
A Budzsák régió a történelmi Moldvában

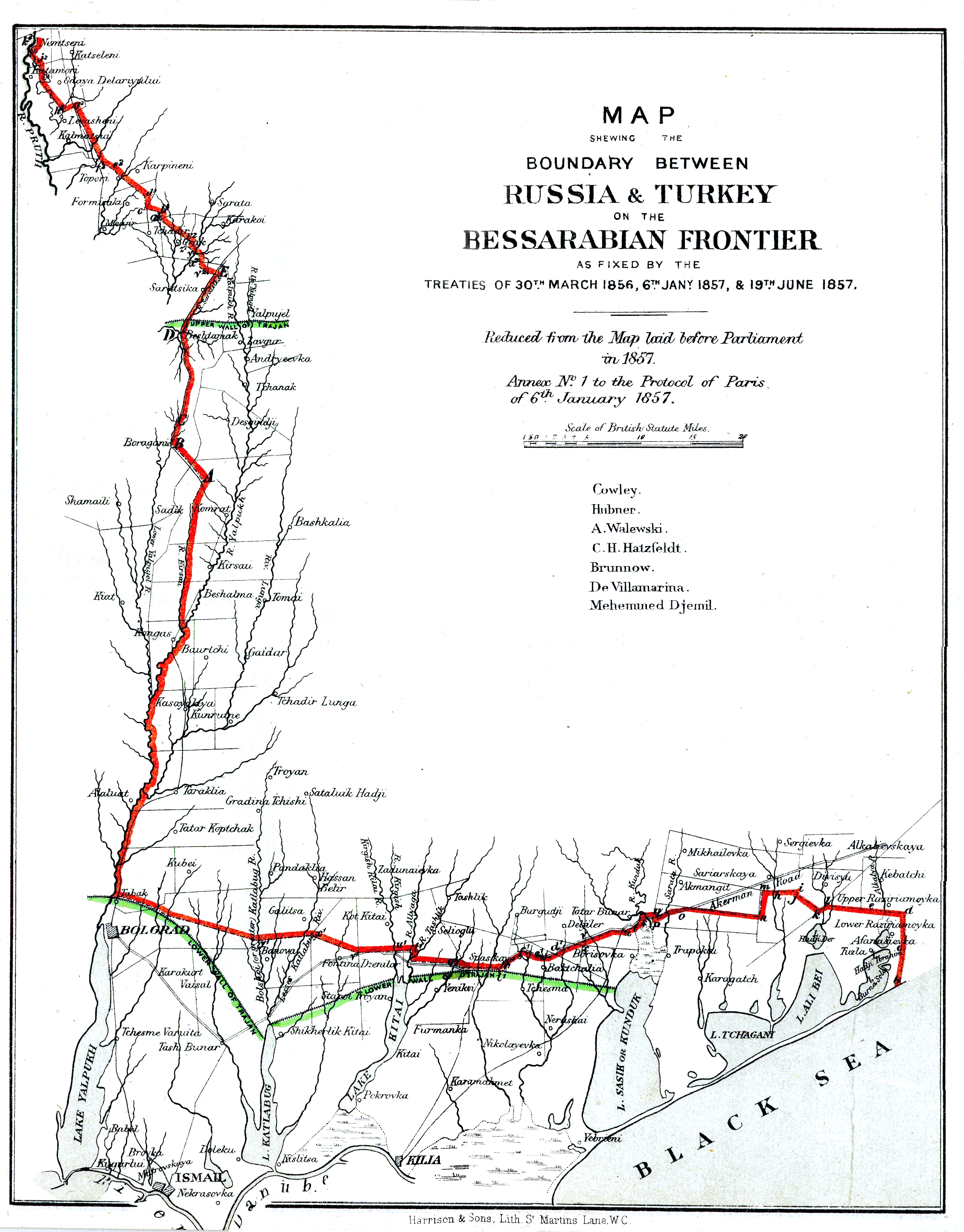
A moldvai–orosz (1859-től román–orosz) határ 1856/1857 és 1878 közt

## Fordítás
Ez a szócikk részben vagy egészben  a   Budjak című angol Wikipédia-szócikk ezen változatának fordításán alapul.  Az eredeti cikk szerkesztőit annak laptörténete sorolja fel. Ez a jelzés csupán a megfogalmazás eredetét és a szerzői jogokat jelzi, nem szolgál a cikkben szereplő információk forrásmegjelöléseként.